# Hvidovre Idrætsforening
L'Hvidovre Idrætsforening (Hvidovre IF) és un club de futbol danès de la ciutat de Copenhaguen.

## Història
El club va ser fundat el 15 d'octubre de 1925 a Hvidovre.

## Palmarès
- Lliga danesa de futbol (3):
  - 1966, 1973, 1981

- Copa danesa de futbol (1):
  - 1980

## Jugadors destacats
- Peter Schmeichel
- Michael Proctor
- Mark Convery
- Thomas Kahlenberg